# 単位区間
数学において、単位区間（たんいくかん、英: unit interval）とは、閉区間 [0, 1], つまり 0 以上 1 以下の全ての実数からなる集合である（0 と 1 を含む）。しばしば I と表記される。実解析での役割に加えて、単位区間は位相幾何学におけるホモトピーの研究でも使われる。
書籍によっては、上記の定義以外の単位区間（0 と 1 を含むか含まないか）を使う場合もあり、(0, 1]、[0, 1)、(0, 1) といった定義がある。しかし、一般に I と記した場合は閉区間 [0, 1] を指すのが一般的である。

## 属性
単位区間は完備距離空間であり、拡張実数直線と位相同型である。位相空間としてはコンパクト性、収束性、連結性、局所連結性がある。ヒルベルトキューブは可算個の単位区間の直積で得られる。
解析学では、単位区間は1次元解析多様体であり、その境界は0と1という2点から成る。その通常の向きは0から1である。
単位区間は全順序集合であり、完備束である（単位区間の全ての部分集合に最小上界と最大下界がある）。

## 一般化
ホモトピーでの [0, 1] の役割からの類推で、他の数学分野でも「単位区間」という用語を使うことがある。例えば、箙 (quiver) の理論では、単位区間とは頂点集合が {0, 1} のグラフで、唯一の辺 e が 0 から 1 に向かっているものを指す。このとき、連続曲線間のホモトピーの概念からの類推で、quiverの準同型写像間のホモトピーの概念を定義することもできる。